# Tulga
Tulga dei Visigoti, Tulga, anche in spagnolo, in catalano ed in portoghese (... – Toledo, 642), è stato Re dei Visigoti dal 640 al 642.

## Origine
Tulga era figlio del re dei visigoti, Chintila e della regina di cui non si conoscono né gli ascendenti né il nome, come riportano sia il cronista Fredegario, che il Laterculus regum Visigothorum.

Il Diccionario biográfico español, Real Academia de la Historia, sostiene che Chintila era discendente di una nobile e potente famiglia visigota.

Secondo Henri Leclercq, nel suo L'Espagne chrétienne, Chintila era fratello del suo predecessore, Sisenando.

L'Europa nel 626; il regno dei Visigoti, durante il regno di Tulga, occupava la quasi totalità della penisola iberica e la Gotia, nella Gallia sud-occidentale

## Biografia
Suo padre, il re, Chintila, morì nel mese di maggio del 640 di morte naturale.

Il Chronica Regum Visigotthorum cita Chintila, confermando che fu re per tre anni nove mesi e nove giorni (Chintila regnavit annos III menses IX dies IX); il Laterculus regum Visigothorum cita Chintila, confermando che fu re per tre anni e sette mesi (III a. VII m.); mentre il Chronicon Albeldense conferma che Chintila regnò tre anni, promulgò più di un sinodo vescovile e morì a Toledo.
Tulga gli succedette nonostante il canone 75 del IV Concilio di Toledo, che osservò la formalità dell'elezione.

La successione di Tulga a Chintila viene confermata anche dal Chronicarum Fredegarii libri IV, dove Tulga viene definito un giovinetto (sub tenera aetate) e dal Herimanni Augiensis chronicon, che lo riporta nell'anno 641.
Tulga fu un re debole di carattere, come ci viene confermato dal Chronicon Albeldense (Blandus in omnia fuit).
nei primi mesi di regno dovette affrontare la ribellione dei Vasconi.
Nel corso del 641, Chindasvindo, un nobile di circa 79 anni, capeggiò una ribellione, appoggiata solo da una parte della nobiltà, ma non dal clero.
Chindasvindo doveva essere un comandante dell'esercito che combatteva contro i Vasconi fu dichiarato re dalle sue truppe e dai nobili della zona, forse a Pamplona, ma molto più probabilmente a Pampliega, località vicino a Burgos.
Secondo una prima versione, Chindasvindo, nel 642, marciò su Toledo, fece prigioniero Tulga, lo fece tonsurare (non poteva più essere re, in quanto chierico) e lo rinchiuse in un monastero, dove l'anno seguente morì; secondo il Diccionario biográfico español, Real Academia de la Historia, di Tulga rinchiuso in un monastero non si ebbero più notizie; secondo Henri Leclercq, nel suo L'Espagne chrétienne, il giovane Tulga, di carattere remissivo e pio, accettò di essere deposto, pur di salvare la vita.
La seconda versione, di sant'Ildefonso di Toledo (?-667), forse più credibile, fu che, senza l'appoggio del clero, la ribellione fallì e Chindasvindo rimase un ribelle, con poco seguito, che controllava solo una parte del regno e che la provvidenziale morte, per malattia, di Tulga, nel 642, gli facilitò l'elezione a re dei Visigoti.

Il Chronica Regum Visigotthorum cita Tulga, confermando che fu re per due anni e quattro mesi (Tulga regnavit annos II menses IV), come il Laterculus regum Visigothorum (II a. IV m.); mentre il Chronicon Albeldense conferma che Tulga regnò tre anni e fu remissivo in tutto.

## Discendenti
Di Tulga non si conosce alcun discendente.

### Fonti primarie
- (LA)  Chronica Regum Visigotthorum, España Sagrada Tomo II.
- (LA)  Anastasii abbatis opera omnia.
- (LA)  Monumenta Germaniae Historica, Auctorum antiquissimorum, tomus XIII, Laterculus regum Visigothorum.
- (LA)  Monumenta Germaniae Historica, Scriptores rerum Langobardicarum et Italicarum (SS rer. Lang.).
- (LA)  Monumenta Germaniae Historica, Scriptores (in Folio) (SS), tomus 5, Herimanni Augiensis Chronicon.

### Letteratura storiografica
- Rafael Altamira, La Spagna sotto i Visigoti, in Storia del mondo medievale, vol. I, Garzanti, 1999,  pp. 743-779.
- (FR)  #ES L'Espagne chrétienne